# Balada o Busterovi Scruggsovi
Balada o Busterovi Scruggsovi (v anglickém originále The Ballad of Buster Scruggs) je film bratří Coenů. Projekt byl původně oznámen v lednu roku 2017, a to jako televizní minisérie ve spolupráci se společností Annapurna Television. Později však bylo oznámeno, že namísto seriálu bratři natočí celovečerní film. Distributorem snímku je společnost Netflix. Snímek byl zčásti natáčen v Nebrasce, částečně i v Novém Mexiku. Snímek měl premiéru na 75. ročníku Benátského filmového festivalu. Hrají v něm Tim Blake Nelson (hlavní role Bustera Scruggse), Tom Waits, Liam Neeson, James Franco a další. Autorem originální hudby je dlouholetý spolupracovník bratří Coenů Carter Burwell.